# Pratt & Whitney R-2180-A
Pratt & Whitney R-2180 Twin Hornet (series A) byl hvězdicový motor vyvinutý americkou společností Pratt & Whitney v 30. letech 20. století. Měl čtrnáct válců uspořádaných ve dvou hvězdicích po sedmi.

## Užití na letadlech
- Stearman XA-21 R-2180-7 (R-2180-SA1-G) o výkonu 1400 hp
- Boeing XB-20 R-2180-5 (tovární označení R-2180-S1A1-G) o výkonu 1400 hp
- North American XB-21 R-2180-9 (R-2180-SA1-G) o výkonu 1400 hp (oproti motoru R-2180-7 má jiný karburáror a jiný převod reduktoru)
- Republic P-44 Rocket R-2180-1 (R-2180-SA-G) o výkonu 1200 hp
- Douglas DC-4E R-2180-S1A1-G

## Specifikace R-2180-1 (R-2180-SA-G)
Vzduchem chlazený čtyřdobý zážehový dvouhvězdicový čtrnáctiválec s reduktorem, přeplňovaný. Kompresor je odstředivý, jednostupňový, jednorychlostní, s převodem 1÷8 (tj. při 2500 otáčkách klikového hřídele má rotor kompresoru 20 000 ot/min). Průměr rotoru kompresoru je 11 in (279,4 mm). Kompresní poměr 6,60. Rozvod OHV se dvěma ventily na válec. Převod reduktoru 2÷1. Hřídel vrtule s unašečem SAE No.50. Mazání motoru je tlakové oběžné, se suchou klikovou skříní.

### Technické údaje
- Vrtání: 146,05 mm (5.75 palce)
- Zdvih: 152,4 mm (6 palců)
- Zdvihový objem: 35,744 l (2 181.24 krychlového palce)
- Průměr: 1311,27 mm (51 ⅝ palce)
- Délka:  1590,67 mm (62 ⅝ palce)
- Hmotnost suchého motoru: 709,87 kg (1565 liber)
- Vzletový výkon: 1,200 hp (894,84 kW) při 2500 ot/min
- Jmenovitý výkon v nominální výšce 3,700 ft (1127 m): 1,000 hp (745,7 kW) při 2350 ot/min

## Specifikace R-2180-7 (R-2180-SA1-G)
Vzduchem chlazený čtyřdobý zážehový dvouhvězdicový čtrnáctiválec s reduktorem, přeplňovaný. Kompresor odstředivý, jednostupňový, jednorychlostní, s převodem 1÷7,56. Kompresní poměr 6,60. Převod reduktoru 16÷9. Hřídel vrtule s unašečem SAE No.50. Mazání motoru je tlakové oběžné, se suchou klikovou skříní.
Předepsaným palivem je letecký benzín 100/130 Grade.

### Technické údaje
- Vrtání: 146,05 mm
- Zdvih: 152,4 mm
- Zdvihový objem: 35,744 litru
- Průměr:  1311,9 mm
- Vzletový výkon: 1,400 hp (1044 kW) při 2500 ot/min
- Jmenovitý výkon v nominální výšce 2134 m: 1,150 hp (857,55 kW) při 2350 ot/min